# サン・マッシモ
サン・マッシモ（イタリア語: San Massimo）は、イタリア共和国モリーゼ州カンポバッソ県にある、人口約900人の基礎自治体（コムーネ）。

## 地理

### 位置・広がり

#### 隣接コムーネ
隣接するコムーネは以下の通り。
- ボヤーノ
- カンタルーポ・ネル・サンニオ (IS)
- マッキアゴーデナ (IS)
- ロッカマンドルフィ (IS)
- サン・グレゴーリオ・マテーゼ (CE)